# Bataille de Ringgold Gap
Guerre de Sécession
Batailles
Théâtre oriental
- Virginie-occidentale
- Manassas
  - 1re Bull Run
- 1re Virginie septentrionale
- Burnside Expedition
- Péninsule
- Sept Jours
  - Gaines's Mill
  - Malvern Hill
- 1re Shenandoah valley
- 2de Virginie septentrionale
  - 2de Bull Run
- Maryland
  - Antietam
- Fredericksburg
- Tidewater
- Chancellorsville
  - Chancellorsville
- Pennsylvanie
  - Gettysburg
- Bristoe
- Mine Run
- Campagne terrestre
  - Wilderness
  - Spotsylvania
  - Cold Harbor
- Bermuda Hundred
- 2de Shenandoah valley
  - Opequon
  - Cedar Creek
- Petersburg
- 1re Wilmington
- 2de Wilmington
- Appomattox
  - 3e Petersburg
  - Sayler's Creek
  - Appomattox C.H.

Théâtre occidental
- East Kentucky
- Shiloh
  - Fort Henry
  - Fort Donelson
  - Shiloh
- Kentucky
- Raid de Newburgh
  - Perryville
- Stones River
  - Murfreesboro
- Vicksburg
  - Champion Hill
  - Vicksburg
- Raid de Morgan
- Raid de Hines
- Tullahoma
- Chickamauga
- Chattanooga
- Knoxville
- Raid Forrest
- Atlanta
- Franklin-Nashville
- Savannah
- Carolines
  - Bentonville
- Raid de Wilson

Théâtre Trans-Mississippi
- Arizona confédéré
  - 1re Messilla
- Missouri
  - Wilson's Creek
- Territoire indien
- Trail of Blood on Ice
- Nouveau-Mexique
- Boston Mountains
- Pea Ridge
- 1re Texas
- Little Rock
- 2de Texas
- Camden
- Red River
- Raid de Price
- Palmito Ranch

Théâtre du bas littoral et approche du golfe
- Fort Sumter
- Blocus de l'Union
- 1re Bayou Teche
- Mississippi valley
  - Port Hudson
- Charleston
- 2de Bayou Teche
- Mobile Bay
- Mobile

La bataille de Ringgold Gap, se déroula le 27 novembre 1863, dans le comté de Catoosa, en Géorgie, durant la Guerre de Sécession.